# Ninia teresitae
Ninia teresitae — вид змій родини полозових (Colubridae). Мешкає в Колумбії і Еквадору. Описаний у 2017 році.

## Поширення і екологія
Ninia teresitae мешкають на заході Колумбії та Еквадору. Вони живуть у вологих тропічних лісах.